# Suze Groeneweg

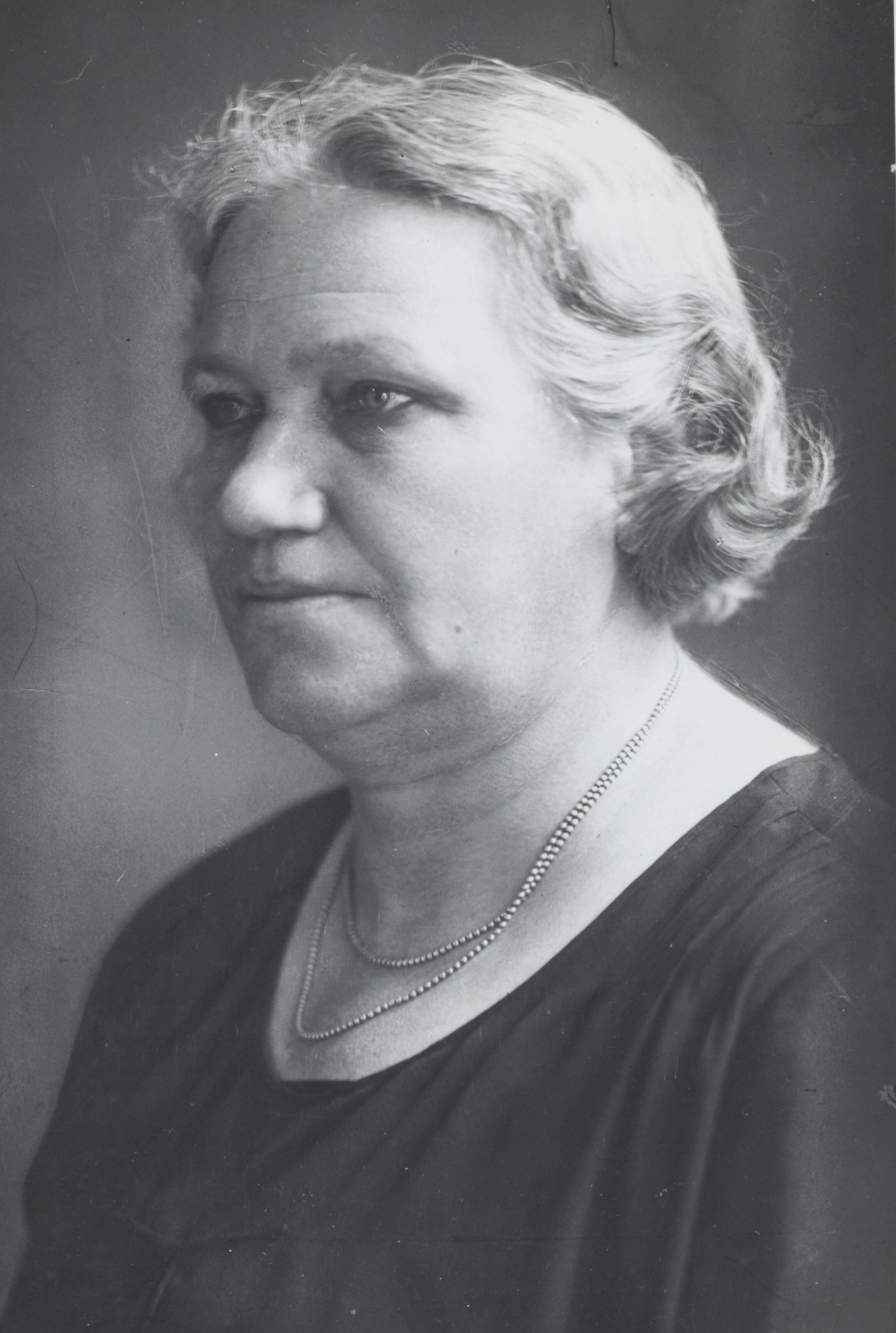
Suze Groeneweg

Susanna „Suze“ Groeneweg (* 4. März 1875 in Strijensas; † 19. Oktober 1940 in Barendrecht) war eine niederländische Politikerin und Vorstandsmitglied der Sociaal-Democratische Arbeiderspartij (SDAP). 1918 wurde sie als erste weibliche Parlamentsabgeordnete in die Zweite Kammer der Generalstaaten gewählt.

## Biografie
Groeneweg wurde 1875 als drittes von fünf Kindern des Ladenbesitzers und Landarbeiters Arie Groeneweg und dessen Frau Emmigje de Ruiter geboren. Nach ihrem Schulabschluss ging sie 1889 nach Numansdorp, um dort eine Ausbildung als Lehrerin zu beginnen. Ab 1893 unterrichtete sie unter anderem in Krimpen aan den IJssel, Dordrecht und Montfort, wo sie an einer Schule für Mädchen tätig wurde. Aus Unzufriedenheit über die Zustände an der Schule schloss sie sich 1902 der Lehrergewerkschaft Bond van Nederlandsche Onderwijzers an. Des Weiteren war sie zu dieser Zeit aktiv in der Nederlandsche Vereeniging tot Afschaffing van Alcoholhoudende Dranken, einer Vereinigung, die sich für das Verbot alkoholischer Getränke in den Niederlanden einsetzte.
1903 begann Groeneweg sich erstmals politisch zu engagieren und wurde Mitglied der Sociaal Democratische Arbeiders Partij, dem Vorläufer der heutigen sozialdemokratischen Partij van de Arbeid. Im selben Jahr zog sie nach Rotterdam, wo sie bald darauf einen Posten im dortigen Abteilungsvorstand der SDAP annahm. In dieser Funktion hielt sie regelmäßig Reden auf Demonstrationen und Parteikongressen. Innerhalb der Partei setzte sie sich für die Gleichstellung der Frau ein, war jedoch eine leidenschaftliche Gegnerin separater Frauenrechtsorganisationen wie dem Bond van Sociaal-Democratische Vrouwenclubs (BSDVC), da diese laut Groeneweg nur die ungleiche gesellschaftliche Stellung der Frauen betonen würden. So lehnte sie es auch ab, vor ausschließlich weiblichem Publikum zu sprechen. In den 1910er-Jahren stieg sie innerhalb der Ränge der SDAP immer weiter auf, bis hin zur Wahl in den Landesvorstand der Partei im Jahr 1914. Diesen Posten behielt sie bis 1936.
In Folge verschiedener Wahlrechtsreformen und Verfassungsänderungen kam es 1917 in den Niederlanden zur Einführung des aktiven Wahlrechts für Männer und des passiven Wahlrechts für Frauen. Bei den ersten nach diesen neuen Regelungen durchgeführten Wahlen am 3. Juli 1918 wurde Groeneweg als erste Frau in die Zweite Kammer des niederländischen Parlaments, der Generalstaaten, gewählt. Bis 1921 blieb sie das einzige weibliche Mitglied dieser Institution. Zu Beginn ihrer Parlamentszeit hatte Groeneweg teils mit erheblichen Vorurteilen zu kämpfen. So wurde etwa der Weg zu den eigens für sie eingerichteten Waschräumen hinter vorgehaltener Hand als Groenewegje bezeichnet. Denselben Namen trug zu dieser Zeit eine Straße im Rotlichtbezirk von Den Haag. In ihrer ersten Rede im Parlament sprach sie über die schwierige Lage der Soldatenfrauen, deren Ehemänner wegen des Ersten Weltkriegs mobilisiert worden waren. Des Weiteren ging sie auf die Zustände in den militärischen Unterkünften ein. Ab 1919 hatte sie außerdem sowohl einen Sitz in den Provinciale Staten der Provinz Zuid-Holland (bis 1937) als auch im Gemeinderat von Rotterdam (bis 1931) inne. Im Rahmen ihrer parlamentarischen Tätigkeit setzte sie sich hauptsächlich für klassische sozialdemokratische Themen wie Frauenrecht, Bildung und Abrüstung ein. Einer ihrer Erfolge war die Einführung eines Mutterschaftsurlaubs für verheiratete und unverheiratete Frauen im Jahr 1929. 1931 ernannte man sie zur Standesbeamtin, woraufhin Groeneweg die erste Frau in den Niederlanden wurde, die eine rechtsgültige Trauung vollzog. Aus gesundheitlichen Gründen zog sie sich 1937 aus der Zweiten Kammer der Generalstaaten zurück und verstarb schließlich im Jahr 1940 im südholländischen Barendrecht.

## Ehrungen
Im Jahr 1937 wurde Groeneweg im Rang eines Ritters in den Orden vom Niederländischen Löwen aufgenommen. Heute ist neben diversen Straßen und Plätzen das Ausbildungsinstitut der PvdA, die Suze Groenewegschool, nach ihr benannt.
Des Weiteren wird alle zwei Jahre zum Internationalen Frauentag der Suze Groenewegprijs voor roldoorbrekende initiatieven (zu deutsch: „Suze-Groeneweg-Preis für wegweisende Initiativen“) verliehen.

## Publikationen
Im Laufe ihrer Karriere veröffentlichte Groeneweg eine Reihe von Artikeln in Zeitschriften sowie Beiträge in Sammelwerken. Zumeist befassten sich diese mit der Emanzipation der Frau oder dem Kampf gegen Alkoholmissbrauch:
- Welk belang heeft de arbeidersvrouw bij het werken der SDAP? (Rotterdam 1906)
- Vakbeweging en geheelonthouding (Rotterdam 1916)
- Het moederschap in eere! Een pleidooi voor moederschapszorg (Amsterdam 1918)
- Het algemeen vrouwenkiesrecht een mannenbelang (Amsterdam 1918)
- Drankbestrijding als moederschapszorg (Utrecht 1921)
- De vrouw in het openbare leven (Utrecht 1922)
- Onze plicht en onze vreugde (Amsterdam 1927)
- Het aanvullend onderwijs voor de rijpere jeugd (1930)
- Al geesteslicht, al wetensmacht! (Amsterdam 1933)